# Plecophlebius nebulosus
Plecophlebius nebulosus is een fossiele soort schietmot uit de familie Liassophilidae.